# Studénka
Studénka (tjekkisk udtale: [ˈstudɛːŋka]; tysk: Stauding) er en by i distriktet Nový Jičín i regionen Mähren-Schlesien i Tjekkiet med omkring 9.300 indbyggere. Byen ligger på begge sider af den historiske grænse mellem Mähren og Tjekkiske Schlesien.
Bydelen Butovice og landsbyen Nová Horka er administrative dele af Studénka.

## Geografi
Studénka ligger omkring 13 km nordøst for Nový Jičín og 17 km sydvest for Ostrava. Den ligger på begge sider af den historiske grænse mellem Mähren og Tjekkisk Schlesien ; Butovice og Nová Horka ligger i Mähren og selve byen i det tjekkiske Schlesien.
Studénka ligger i et fladt landskab ved Den mähriske port. Den ligger på venstre bred af floden Oder. Der ligger to dambrug i kommunens område. Den sydøstlige del af territoriet, som er en stribe langs Oder, hører til det beskyttede landskabsområde Poodří.

## Historie
Den første skriftlige omtale af Studénka er fra 1436. Landsbyen Butovice blev første gang nævnt i 1324 og Nová Horka i 1374. I århundreder var Studénka en landbrugslandsby, og dens befolkning var tjekkisk; Butovice var fokuseret på kvægavl og dambrug og havde en overvejende tysk befolkning.
I 1467-1569 var Studénka ejet af herrerne i Fulštejn, derefter var det ejet af Pražma fra Bílkov-familien, som sluttede den til Bílovec-ejendommen. Efter det bøhmiske oprør blev familiens ejendomme konfiskeret, og i 1634 blev landsbyen erhvervet af Václav af Vrbno, som lagde den til Fulnek-godset. I 1700-tallet blev Studénka købt af Mönnich-familien, og i 1800-tallet gik den i arv til Wahlstatt-familien.
I 1881 og 1890 blev jernbanelinjerne Studénka-Štramberk og Studénka-Bílovec åbnet, og i 1900 blev der etableret en fabrik til produktion af jernbanevogne. Fabrikken blev den største arbejdsgiver i regionen og bidrog til landsbyens udvikling.
I 1959, blev den indtil da selvstændige kommune Butovice fusioneret med Studénka som så opnåede statut af en by. 